# Varró Attila
Varró Attila (Szolnok, 1970. – ) magyar filmtörténész, filmkritikus, egyetemi oktató.

## Élete
Angol nyelvi tanulmányokat folytatott a Juhász Gyula Tanárképző Főiskolán, amelyeket 1994-ben fejezte be. Később filmtörténeti és filmelméleti tárgyakat oktatott a Vitéz János Tanítóképző Főiskolán, a Színház- és Filmművészeti Egyetemen és az Eötvös Loránd Tudományegyetemen.
1998-től dolgozik tanári munkája mellett film folyóiratoknak (Filmvilág, Metropolis, Café Bábel, Enigma, Médiamix, Mozinet, Filmtett, Prizma). Részt vett filmfesztiválok zsűrizésében, szervezésében, programtanácsadásában.
Részt vett a 960 oldal terjedelmű nagy filmlexikon, a Steven Jay Schneider által szerkesztett 1001 film, amit látnod kell, mielőtt meghalsz magyarra fordításában (Gabo Könyvkiadó, Budapest, 2005, ISBN 963-7318-80-1, több újabb kiadásban is).

## Művei

### Könyvek
- Kult-comics – Válogatott képregényes írások, Mozinet, 2007, ISBN 9789630623735 (Mozinet Könyvek 1.)[2]
- (társszerző, szerk. Hertai László) Film- és médiafogalmak kisszótára A-Zs-ig, Korona Kiadó, Budapest, 2002, ISBN 963-937-600-0[3]

### Könyvrészletek
- A háromarcú filmes: Kitano Takeshi, In: (szerk.) Zalán Vince: Filmrendezőportrék. Kortársaink a filmművészetben, Osiris Kiadó, Budapest, 2003, ISBN 963-389-395-X, 353-371. o. (Osiris könyvtár – Film)[4]
- Hús és vér (Az exploitation filmek műfajszövegei), In: Grindhouse – A filmtörténet tiltott korszaka, Mozinet Könyvek, Budapest, 2008, ISBN 978-963-06-3155-6, 73-95. o. (Mozinet Könyvek 2.)[5]
- Szellem a gépben és A szebbik igen: A „női horror” értelmezési lehetőségei In: (szerk.) Kárpáti György: A horrorfilm: válogatott tanulmányok, Budapest, 2015, ISBN 9789631237863, 193-223. és 225-250. o.[6]

### Szakcikkek
- Sifré-kódexek, Filmvilág, 1999/11. pp. 26–29.
- X-ekták. Filmvilág 41 (1998) no. 7. pp. 30–34.
- Amerikai gótika. (Kosztümös horrorfilmek) Filmvilág 43 (2000) no. 4. pp. 18–21.
- Nosferatu árnyéka. (Vampiria) Filmvilág 44 (2001) no. 6. pp. 30–37.
- Kubrick Nagymester, Metropolis: Stanley Kubrick, 2002/2. pp. 48–56. o.
- Az önző remake, Filmtett, 2002/2. pp. 10–14.
- Kaidan a vásznon. (Japán kísértetfilmek) Filmvilág 46 (2003) no. 3. pp. 28–32.
- A Kép és a Szörny, Metropolis: A horrorfilm, 2006/1. pp. 110–123.
- A testrabló támadása. (Cronenberg parazitái) Filmvilág 47 (2004) no. 3. pp. 38–39.
- A mi húsunk. (Zombi genezis) Filmvilág 47 (2004) no. 7. pp. 42–44.
- Fúriák az angol parkban. (A brit horror és a nők) Filmvilág 49 (2006) no. 4. pp. 32–34.
- A Kép és a Szörny. A klasszikus horrorfilm mozgóképi önreflexiója. Metropolis 10 (2006) no. 1. pp. 110–123.
- Csillagtérkép (Hálózatok a filmvilágban), Filmvilág, 2009/5. pp. 19–22.
- Műfajok eredete (Kulturális evolúció), Filmvilág, 2009/12. pp. 13–15.